# Phosphatidylinositol-3,4,5-trisphosphate 3-phosphatase
Une phosphatidylinositol-3,4,5-trisphosphate 3-phosphatase est une hydrolase qui catalyse la réaction suivante :
phosphatidylinositol-3,4,5-trisphosphate + H2O  {\displaystyle \rightleftharpoons }  phosphatidylinositol-4,5-bisphosphate + phosphate.
Cette enzyme utilise le cation de magnésium Mg2+ comme cofacteur. La protéine PTEN, qui joue un rôle dans la prévention des cancers, possède une activité phosphatidylinositol-3,4,5-trisphosphate 3-phosphatase.